# Рајко Веселиновић
Рајко Л. Веселиновић (Остојићево, 30. децембар 1912 — Београд, 2. новембар 1987) био је српски историчар и богослов, који се бавио проучавањем политичке, друштвене и културне историје српског народа. Био је један од највећих стручњака за историју Српске православне цркве. Богословско звање је стекао на Православном богословском факултету у Београду (1935), а затим је дипломирао историју на Филозофском факултету у Београду (1950), где је потом стекао и звање доктора историјских наука (1960). Био је управник Народног музеја у Панчеву (1946-1954), а потом је радио у Музеју СПЦ у Београду. Затим је постао управник Архива Српске академије наука и уметности у Београду (1970-1977). Објавио је велики број научних и стручних радова и прилога, који су највећим делом били посвећени историји српског народа у раном новом веку и историји Српске православне цркве у Хабзбуршкој монархији.

## Важнији радови
- Веселиновић, Рајко (1935). „Како је постала српска карловачка архиепископија и митрополија” (PDF). Богословље. 10: 410—431. Архивирано из оригинала (PDF) 27. 11. 2021. г. Приступљено 27. 11. 2021.
- Веселиновић, Рајко (1936). „Како је постала српска карловачка архиепископија и митрополија” (PDF). Богословље. 11: 83—105. Архивирано из оригинала (PDF) 27. 11. 2021. г. Приступљено 27. 11. 2021.
- Веселиновић, Рајко (1937). „Стање српске цркве од пада српских држава под турску управу до обновљења под патријархом Макаријем” (PDF). Богословље. 12: 266—293. Архивирано из оригинала (PDF) 27. 11. 2021. г. Приступљено 27. 11. 2021.
- Веселиновић, Рајко (1949). Арсеније III Црнојевић у историји и књижевности. Београд: Српска академија наука.
- Веселиновић, Рајко (1955). „О кнезовима под турском управом у Банату у 1660 и 1666 години”. Зборник Матице српске: Серија друштвених наука. 10: 67—71.
- Веселиновић, Рајко (1955). „Око проучавања Велике сеобе Срба 1690 године”. Зборник Матице српске: Серија друштвених наука. 10: 140—151.
- Веселиновић, Рајко (1955). „Тома Распасановић (Raspassani) и његов рад за аустро-турског рата крајем XVII века: Расправа из културне и војно-политичке историје”. Зборник Матице српске: Серија друштвених наука. 12: 39—64.
- Веселиновић, Рајко (1957). „Смрт патријарха Арсенија III Црнојевића у Бечу, пренос тела и сахрана у манастиру Крушедолу 1706. године”. Зборник за друштвене науке. 16: 75—80.
- Veselinović, Rajko (1960). Vojvodina, Srbija i Makedonija pod turskom vlašću u drugoj polovini XVII veka: Privreda, društvo i narodni pokret. Novi Sad: Matica srpska.
- Веселиновић, Рајко (1960). „Ко су Албанци и Клименти у аустријским изворима с краја XVII века?: Историјско-географска и етнографска расправа”. Зборник за друштвене науке. 25: 93—124.
- Веселиновић, Рајко (1964). „Српска историографија у XVIII веку”. Зборник за друштвене науке. 38: 5—28.
- Веселиновић, Рајко (1965). Грађа за историју Београда од 1806. до 1867. 1. Београд: Музеј града Београда.
- Веселиновић, Рајко (1966). Историја српске православне цркве са народном историјом. 1. Београд: Свети архијерејски синод Српске православне цркве.
- Веселиновић, Рајко (1966). Историја српске православне цркве са народном историјом. 2. Београд: Свети архијерејски синод Српске православне цркве.
- Веселиновић, Рајко (1969). „Преглед историје Карловачке митрополије од 1695. до 1919. године”. Српска православна црква 1219-1969: Споменица о 750-годишњици аутокефалности. Београд: Свети архијерејски синод Српске православне цркве. стр. 221—240.
- Веселиновић, Рајко (1971). „Уједињење покрајинских цркава и васпостављање Српске патријаршије”. Српска православна црква 1920-1970: Споменица о 50-годишњици васпостављања Српске патријаршије. Београд: Свети архијерејски синод Српске православне цркве. стр. 13—35.
- Веселиновић, Рајко (1972). „Улога Српске православне цркве и других чинилаца у развитку идеје српске државности под страном влашћу” (PDF). Теолошки погледи. 5 (1): 63—74. Архивирано из оригинала (PDF) 25. 04. 2021. г. Приступљено 25. 04. 2021.
- Веселиновић, Рајко (1976). „Развитак мисли о српској државности у ослободилачким покретима и устанцима током XVI и XVII столећа”. Ослободилачки покрети југословенских народа од XVI века до почетка Првог светског рата. Београд: Историјски институт. стр. 33—56.
- Веселиновић, Рајко (1978). „Србија и српски народ у време Бечког рата 1683-1699. године”. Зборник за историју. 17: 163—204.
- Веселиновић, Рајко (1982). „Уметност у Срба северне Далмације у XVIII столећу: Прилог историји српске уметности у XVIII веку”. Зборник за ликовне уметности. 18: 199—214.
- Веселиновић, Рајко (1984). „Развитак занатлијско-трговачког слоја српског друштва под страном влашћу у XVII и XVIII веку”. Градска култура на Балкану (XV-XIX век): Зборник радова. 1. Београд: САНУ. стр. 97—139.
- Веселиновић, Рајко (1986). „Српско-руске везе крајем XVII и првих година XVIII столећа”. Југословенске земље и Русија у XVIII веку. Београд: САНУ. стр. 16—38.
- Веселиновић, Рајко (1986). „Народноцрквена и привилегијска питања Срба у Хабсбуршкој Монархији 1699—1716. године”. Историја српског народа. 4 (1). Београд: Српска књижевна задруга. стр. 39—54.
- Веселиновић, Рајко (1986). „Србија под аустријском влашћу 1718-1739”. Историја српског народа. 4 (1). Београд: Српска књижевна задруга. стр. 106—162.
- Веселиновић, Рајко (1986). „Срби у Далмацији”. Историја српског народа. 4 (2). Београд: Српска књижевна задруга. стр. 7—66.
- Веселиновић, Рајко (1993). „Срби у Хрватској у XVI и XVII веку”. Историја српског народа. 3 (1). Београд: Српска књижевна задруга. стр. 427—490.
- Веселиновић, Рајко (1993). „Срби у Великом рату 1683-1699”. Историја српског народа. 3 (1). Београд: Српска књижевна задруга. стр. 491—574.

## Литаратура
- Гавриловић, Славко (1987a). „Др Рајко Л. Веселиновић (30. XII 1912 - 2. XI 1987)”. Зборник Матице српске за историју. 36: 223—225.
- Гавриловић, Славко (1987b). „Библиографија радова др Рајка Л. Веселиновића”. Зборник Матице српске за историју. 36: 225—239.
- Поповић, Радомир В. (1997). „Веселиновић, Рајко”. Енциклопедија српске историографије. Београд: Knowledge. стр. 303—304.